# Cunobelinus

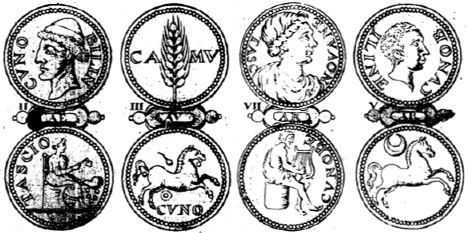
Monety z wizerunkiem Cunobelinusa

Cunobelinus (także Kynobellinus, Κυνοβελλίνος w Grece; ur. w drugiej połowie I wieku p.n.e., zm. w latach 40. I wieku n.e.) – historyczny król Brytanii z czasów przed zajęciem tych ziem przez Rzymian; jest znany dzięki wzmiankom kronikarzy takich jak Swetoniusz i Kasjusz Dion, a także monetom z jego wizerunkiem. 
Wiadomo, że kontrolował tereny w południowo-wschodniej Anglii będąc przywódcą (od ok. 9 n.e.) celtyckiego plemienia Catuvellaunich. Nazywano go Britannorum rex (pl. król Brytów) – pod takim określeniem pojawia się w dziełach Swetoniusza.
Jest obecny w legendach jako Cynfelyn, Kymbelinus or Cymbeline – pod tym ostatnim imieniem pojawia się jako bohater utworu Williama Shakespeare’a pt. Cymbelin. 
Jego imię znaczy tyle, co „ogar boga Beli”. 